# 27 août 1960
Le samedi 27 août 1960 est le 240e jour de l'année 1960.

## Naissances
- Atle Karlsen, musicien norvégien
- Contxita Marsol Riart, femme politique andorrane
- Daniel Miehm, évêque canadien de l'Église catholique
- Gary Cohn, banquier d'affaires américain
- José Clementino de Azevedo Neto, chanteur brésilien
- Mark Caughey, joueur de football britannique
- Mike Golding, skipper britannique
- Paul Salvator Goldengruen, artiste allemand
- Tamara Polyakova, coureuse cycliste soviétique puis ukrainienne
- Thierry Michels, personnalité politique française

## Décès
- Louis Streel (né le 25 juillet 1898), politicien belge
- Maurice Gingues (né le 8 novembre 1903), homme politique canadien